# Девід Тве
Девід Тве (англ. David Tweh, нар. 25 грудня 1998, Монровія) — ліберійський футболіст, півзахисник клубу «Зірка-БДУ».
Виступав, зокрема, за клуби «НПА Анчорс» та «Баррак Янг Контроллерс», а також національну збірну Ліберії.

## Клубна кар'єра
У дорослому футболі дебютував 2014 року виступами за команду «НПА Анчорс», в якій провів один сезон. 
Своєю грою за цю команду привернув увагу представників тренерського штабу клубу «Баррак Янг Контроллерс», до складу якого приєднався 2016 року. Відіграв за клуб з Монровії наступні два сезони своєї ігрової кар'єри.
До складу клубу «Зірка-БДУ» приєднався 2019 року. Станом на 13 квітня 2020 року відіграв за мінську команду 32 матчі в національному чемпіонаті.

## Виступи за збірну
У 2016 році дебютував в офіційних матчах у складі національної збірної Ліберії.
| Дата       | Місто    | Господарі  | Результат               | Гості        | Турнір                                          | Голи | Примітки |
| ---------- | -------- | ---------- | ----------------------- | ------------ | ----------------------------------------------- | ---- | -------- |
| 15-11-2016 | Найробі  | Кенія      | 1 – 0                   | Ліберія      | товариський матч                                | -    | 75'      |
| 5-6-2017   | Монровія | Ліберія    | 1 – 0                   | Сьєрра-Леоне | товариський матч                                | -    |          |
| 16-7-2017  | Монровія | Ліберія    | 0 – 2                   | Мавританія   | КАН 2018 (квал.)                                | -    |          |
| 23-7-2017  | Зуерат   | Мавританія | 0 – 1                   | Ліберія      | КАН 2018 (квал.)                                | -    |          |
| 13-10-2019 | Нджамена | Чад        | 1 – 0 д.ч. (5 - 4 п.п.) | Ліберія      | Відбір до Кубка африканських націй 2021 - Фінал | -    | 79'      |
| Усього     |          | Матчів     | 5                       |              | Голів                                           | 0    |          |